# Morti il 14 marzo
| Questa pagina contiene informazioni ricavate automaticamente dalle voci biografiche con l'ausilio del template Bio e di un bot. L'aggiornamento è periodico e automatico e ricostruisce completamente la pagina. Se manca una persona in questa lista, sei pregato di non aggiungerla, ma accertati piuttosto che la sua voce biografica contenga il template Bio e che i dati anagrafici siano correttamente compilati. Se il template Bio manca, inseriscilo tu stesso o, in alternativa, metti l'avviso {{tmp\|Bio}} che ne segnala la mancanza. Se i dati riportati sono sbagliati, correggi direttamente la voce biografica; le modifiche saranno visibili in questa lista entro pochi giorni. Per chiarimenti vedi il progetto biografie. La lista contiene solo le 532 persone che sono citate nell'enciclopedia e per le quali è stato implementato correttamente il template Bio. Pagina aggiornata al 17 ago 2025. |

## IV secolo(1)
- 388 - Materno Cinegio, politico romano

## IX secolo(1)
- 840 - Eginardo, storico e architetto franco (n. 775)

## X secolo(1)
- 968 - Matilde di Ringelheim, regina e santa tedesca

## XI secolo(2)
- 1051 - Gerardo I di Cambrai, vescovo cattolico franco
- 1052 - Emma di Normandia, regina normanna

## XII secolo(2)
- 1144 - Rodolfo II della marca del Nord, nobile tedesco
- 1167 - Rostislav I di Kiev, principe

## XIII secolo(6)
- 1211 - Pietro Gallozia, cardinale e vescovo cattolico italiano
- 1229 - Pietro Ziani, mercante, politico e diplomatico italiano
- 1237 - Ghigo VI del Viennois, nobile (n. 1184)
- 1259 - Filippo Longo di Atri, religioso italiano
- 1272 - Enzo di Svevia, re
- 1298 - Pietro di Giovanni Olivi, francescano, predicatore e teologo francese

## XIV secolo(3)
- 1363 - Simone Boccanegra, doge (n. 1301)
- 1394 - Giovanni Acuto, condottiero inglese
- 1398 - Teodoro di Mark, conte (n. 1374)

## XV secolo(7)
- 1410 - Benedetto da Piombino, giurista e diplomatico italiano (n. 1340)
- 1410 - Spinello Aretino, pittore italiano
- 1434 - Alfonso Carrillo de Albornoz, cardinale spagnolo
- 1443 - Giovanni del Palatinato-Neumarkt, conte (n. 1383)
- 1457 - Jingtai, imperatore cinese (n. 1428)
- 1471 - Thomas Malory, scrittore inglese
- 1476 - Bosio I Sforza, condottiero italiano (n. 1411)

## XVI secolo(9)
- 1502 - Felix Fabri, teologo svizzero
- 1503 - Fryderyk Jagiellończyk, cardinale e arcivescovo cattolico polacco (n. 1468)
- 1506 - Georg Fugger, banchiere e mercante tedesco (n. 1453)
- 1509 - Giovanni Antonio Sangiorgio, giurista, patriarca cattolico e cardinale italiano
- 1549 - Lorenzo Cybo, sovrano italiano (n. 1500)
- 1555 - John Russell, I conte di Bedford, politico e nobile inglese (n. 1485)
- 1562 - Giovanni Domenico Roncalli, mercante e politico italiano (n. 1530)
- 1565 - Vasco de Quiroga, vescovo cattolico e giudice spagnolo (n. 1470)
- 1571 - Giovanni II d'Ungheria, nobile ungherese (n. 1540)

## XVII secolo(19)
- 1601 - Bernardino Pino da Cagli, abate, letterato e commediografo italiano
- 1603 - Ulrico III di Meclemburgo-Güstrow, duca (n. 1527)
- 1630 - Camillo Gavasetti, pittore italiano (n. 1596)
- 1631 - Virgilio Cepari, religioso e gesuita italiano (n. 1564)
- 1632 - Tokugawa Hidetada, militare giapponese (n. 1579)
- 1635 - Celestino Colleoni, storico e predicatore italiano (n. 1568)
- 1641 - Adamo di Schwarzenberg, ufficiale tedesco (n. 1583)
- 1642 - John de Critz, pittore fiammingo (n. 1551)
- 1646 - Pompeo Coronini, vescovo cattolico italiano (n. 1582)
- 1647 - Federico Enrico d'Orange, sovrano (n. 1584)
- 1648 - Ferdinando Fairfax, II lord Fairfax di Cameron, politico e generale inglese (n. 1584)
- 1654 - Jan van Balen, pittore fiammingo (n. 1611)
- 1661 - Adam Lenckhardt, scultore tedesco (n. 1610)
- 1664 - Clemente Molli, scultore italiano (n. 1599)
- 1682 - Gabriello Brunelli, scultore italiano (n. 1615)
- 1682 - Jacob van Ruisdael, pittore olandese
- 1685 - Camilla Orsini, religiosa italiana (n. 1603)
- 1696 - Jean Domat, scrittore francese (n. 1625)
- 1698 - Claes Rålamb, politico svedese (n. 1622)

## XVIII secolo(25)
- 1705 - James Scott, conte di Dalkeith, nobile scozzese (n. 1674)
- 1710 - Michel Bégon, funzionario e naturalista francese (n. 1638)
- 1716 - Maria Bertoletti, italiana
- 1719 - Mary Hamilton, inglese
- 1722 - Carlo Francesco Agostino Malaspina, nobile italiano (n. 1671)
- 1729 - Miguel Francisco Guerra, presbitero e politico spagnolo (n. 1657)
- 1730 - Giuseppe Maria Positano, arcivescovo cattolico italiano (n. 1668)
- 1744 - Matteo Sacchetti, I marchese di Castelromano, nobile e diplomatico italiano (n. 1675)
- 1747 - Johann Matthias von der Schulenburg, militare, mecenate e collezionista d'arte tedesco (n. 1661)
- 1748 - George Wade, generale irlandese (n. 1673)
- 1754 - Vincenzo Giustiniani, nobile italiano (n. 1673)
- 1754 - Pierre-Claude Nivelle de La Chaussée, drammaturgo francese (n. 1692)
- 1757 - John Byng, ammiraglio inglese (n. 1704)
- 1760 - Anton Filtz, compositore tedesco (n. 1733)
- 1765 - Francesco Saverio di Hohenzollern-Hechingen, generale e nobile tedesco (n. 1720)
- 1773 - Giovanni Molin, cardinale e vescovo cattolico italiano (n. 1705)
- 1776 - Giambattista Bortoli, teologo e arcivescovo cattolico italiano (n. 1695)
- 1778 - Francesco Luserna Rorengo di Rorà, arcivescovo cattolico italiano (n. 1732)
- 1780 - Roque Joaquín de Alcubierre, ingegnere e archeologo spagnolo (n. 1702)
- 1781 - Francesco Caccianiga, pittore e incisore italiano (n. 1700)
- 1789 - Amadio Baldanzi, presbitero e medico italiano (n. 1705)
- 1793 - Giuseppe Camerata, pittore, incisore e miniaturista italiano (n. 1718)
- 1795 - Joseph Chatoyer, sanvincentino
- 1797 - Elizabeth Hamilton, nobildonna scozzese (n. 1753)
- 1799 - Maurizio Pedetti, architetto italiano (n. 1719)

## XIX secolo(84)
- 1801 - Ignacy Krasicki, arcivescovo cattolico polacco (n. 1735)
- 1801 - Margarita Schuyler, statunitense (n. 1758)
- 1803 - Friedrich Gottlieb Klopstock, poeta e drammaturgo tedesco (n. 1724)
- 1804 - Luigi de Baillou, violinista e compositore italiano (n. 1736)
- 1806 - Angiolo Franceschi, arcivescovo cattolico italiano (n. 1735)
- 1806 - Michał Jerzy Wandalin Mniszech, diplomatico polacco (n. 1742)
- 1807 - Antoine-Xavier Maynaud de Pancemont, vescovo cattolico francese (n. 1756)
- 1811 - Augustus FitzRoy, III duca di Grafton, nobile e politico britannico (n. 1735)
- 1811 - Tommaso Puccini, gallerista italiano (n. 1749)
- 1813 - Michelangelo Cambiaso, doge e politico (n. 1738)
- 1813 - Christian Ehregott Weinlig, compositore e direttore di coro tedesco (n. 1743)
- 1815 - Johann Georg Rosenmüller, teologo tedesco (n. 1736)
- 1816 - Ernst Karl Friedrich Wunderlich, filologo classico tedesco (n. 1783)
- 1820 - Michael Underwood, medico britannico (n. 1737)
- 1823 - Charles François Dumouriez, generale francese (n. 1739)
- 1823 - John Jervis, I conte di St Vincent, ammiraglio britannico (n. 1735)
- 1824 - Antonietta di Sassonia-Coburgo-Saalfeld, nobildonna (n. 1779)
- 1827 - Pietro Tamburini, presbitero, teologo e giurista italiano (n. 1737)
- 1829 - Francis Johnston, architetto irlandese (n. 1760)
- 1829 - Giuseppe Monico, letterato italiano (n. 1769)
- 1832 - Claude-François de Thiollaz, vescovo cattolico francese (n. 1752)
- 1833 - Sergej Sergeevič Golicyn, ufficiale russo (n. 1783)
- 1837 - Prospero Balbo, politico italiano (n. 1762)
- 1838 - Giuseppe Maria Galleani, generale e politico italiano (n. 1762)
- 1839 - Ludovico Baille, storico e bibliotecario italiano (n. 1764)
- 1844 - Sebastian Pether, pittore britannico (n. 1793)
- 1848 - Carlo Puoti, arcivescovo cattolico italiano (n. 1763)
- 1849 - Matteo Lovatti, architetto italiano (n. 1769)
- 1849 - Carlo Testi, politico e nobile italiano (n. 1763)
- 1849 - Ellen Sharples, pittrice britannica (n. 1769)
- 1849 - William "Old Bill" Williams, esploratore statunitense (n. 1787)
- 1852 - Fleury François Richard, pittore francese (n. 1777)
- 1853 - Julius Jacob von Haynau, generale austriaco (n. 1786)
- 1853 - Vinzenz Eduard Milde, arcivescovo cattolico tedesco (n. 1777)
- 1854 - Ekaterina Vladimirovna Golicyna, nobildonna russa (n. 1770)
- 1854 - Lorenzo Nencini, scultore italiano (n. 1806)
- 1857 - Tommaso Riario Sforza, cardinale italiano (n. 1782)
- 1857 - Salvatore Spinuzza, patriota italiano (n. 1829)
- 1859 - Nicola Tacchinardi, violoncellista e tenore italiano (n. 1772)
- 1860 - Lilburn Boggs, politico statunitense (n. 1796)
- 1860 - Carlo Ghega, ingegnere italiano (n. 1802)
- 1861 - Giacomo Grecis, militare italiano (n. 1840)
- 1861 - Louis Niedermeyer, compositore e insegnante svizzero (n. 1802)
- 1862 - Antonio Bresciani, gesuita e letterato italiano (n. 1798)
- 1863 - Maria Augusta di Sassonia, principessa sassone (n. 1782)
- 1865 - Henri Jean-Baptiste Victoire Fradelle, pittore francese (n. 1778)
- 1865 - Antonio Gava, vescovo cattolico italiano (n. 1795)
- 1866 - Carlo Negrini, tenore italiano (n. 1826)
- 1868 - Álvaro do Carvalhal, scrittore portoghese (n. 1844)
- 1868 - Édouard Verreaux, naturalista francese (n. 1810)
- 1870 - Johann von Hlavaty, generale e ingegnere austriaco (n. 1788)
- 1871 - Federigo Bobini, brigante e assassino italiano (n. 1845)
- 1871 - Felix von Niemeyer, medico tedesco (n. 1820)
- 1872 - Franz Bauer, scultore e insegnante austriaco (n. 1798)
- 1873 - François Baucher, cavaliere francese (n. 1796)
- 1873 - Giovanni Pietro Losana, teologo e vescovo cattolico italiano (n. 1793)
- 1874 - Alfred Goodwyn, calciatore inglese (n. 1850)
- 1874 - Johann Heinrich von Mädler, astronomo tedesco (n. 1794)
- 1875 - Julija Pavlovna Samojlova, nobildonna russa (n. 1803)
- 1877 - Juan Manuel de Rosas, militare argentino (n. 1793)
- 1878 - Yosep VI Audo, ottomano (n. 1790)
- 1880 - Joseph-Silvestre Brun, scultore francese (n. 1792)
- 1882 - George Budd, medico britannico (n. 1808)
- 1882 - Domenico de Ferrari, magistrato e politico italiano (n. 1804)
- 1883 - Karl Marx, filosofo, economista e politologo tedesco (n. 1818)
- 1884 - Buenaventura Báez, politico dominicano (n. 1812)
- 1884 - Quintino Sella, scienziato e politico italiano (n. 1827)
- 1885 - Friedrich Theodor von Frerichs, medico tedesco (n. 1819)
- 1885 - Biagio Gioacchino Miraglia, psichiatra, poeta e patriota italiano (n. 1814)
- 1887 - Gustave Guillaumet, pittore francese (n. 1840)
- 1888 - Giacomo Cusmano, presbitero e medico italiano (n. 1834)
- 1889 - Gerolamo Da Passano, pedagogista e insegnante italiano (n. 1818)
- 1891 - Lorenzo Maddem, ingegnere italiano (n. 1801)
- 1891 - Ludwig Windthorst, politico tedesco (n. 1812)
- 1892 - Henry Brand, I visconte Hampden, politico inglese (n. 1814)
- 1892 - Carl Siegmund Franz Credé, ginecologo tedesco (n. 1819)
- 1894 - Pompeo Bariola, militare e politico italiano (n. 1824)
- 1894 - Luigi Boldrini, patriota, giornalista e politico italiano (n. 1828)
- 1894 - Idelphonse Favé, militare e scrittore francese (n. 1812)
- 1894 - Elisabetta del Liechtenstein, principessa austriaca (n. 1832)
- 1894 - Gaetano Osculati, esploratore e naturalista italiano (n. 1808)
- 1896 - Juan Gundlach, zoologo cubano (n. 1810)
- 1899 - Heymann Steinthal, filologo e filosofo tedesco (n. 1823)
- 1900 - Arsenio Crespellani, archeologo e numismatico italiano (n. 1828)

## XX secolo(242)
- 1901 - Sam Browne, generale britannico (n. 1824)
- 1901 - Urbain Dubois, cuoco e gastronomo francese (n. 1818)
- 1901 - Arthur Gore, V conte di Arran, nobile e diplomatico irlandese (n. 1839)
- 1901 - Henriette Browne, pittrice francese (n. 1829)
- 1902 - Pierre Rebut, botanico francese (n. 1827)
- 1902 - Charles Tylor, scrittore inglese (n. 1816)
- 1903 - Ernest Legouvé, drammaturgo francese (n. 1807)
- 1905 - Alessandro Martini, imprenditore italiano (n. 1834)
- 1905 - Henry Paget, V marchese di Anglesey, nobile britannico (n. 1875)
- 1907 - Antonio Ponsiglioni, economista e politico italiano (n. 1842)
- 1908 - Gustav von Hüfner, chimico tedesco (n. 1840)
- 1908 - Julius Lessing, storico dell'arte tedesco (n. 1843)
- 1908 - Lester Allan Pelton, inventore statunitense (n. 1829)
- 1909 - Luigi Buzzi Leone, scultore italiano (n. 1823)
- 1910 - Ugo Pisa, politico e diplomatico italiano (n. 1845)
- 1910 - Johan Vaaler, inventore norvegese (n. 1866)
- 1912 - Angelica Cioccari Solichon, pedagogista e insegnante svizzera (n. 1827)
- 1912 - Cesare Coralli, carabiniere italiano (n. 1843)
- 1912 - Pëtr Nikolaevič Lebedev, fisico russo (n. 1866)
- 1913 - William Hale White, scrittore britannico (n. 1831)
- 1915 - Walter Crane, pittore e illustratore inglese (n. 1845)
- 1915 - Cesare Ponza di San Martino, politico e generale italiano (n. 1844)
- 1916 - Édouard Geynet, tiratore a volo francese (n. 1867)
- 1917 - Fernand Labori, giurista francese (n. 1860)
- 1917 - Enrico Martuscelli, magistrato, funzionario e politico italiano (n. 1836)
- 1918 - Attilio Imolesi, militare e aviatore italiano (n. 1890)
- 1918 - Carlo Lanza, militare, diplomatico e politico italiano (n. 1837)
- 1918 - Gennaro Rubino, anarchico italiano (n. 1859)
- 1918 - Luigi Savignoni, archeologo italiano (n. 1864)
- 1918 - Giuseppe Wulz, fotografo italiano (n. 1843)
- 1919 - Roger A. Pryor, politico, diplomatico e generale statunitense (n. 1828)
- 1919 - Marcus Ravenswaaij, tiratore a segno olandese (n. 1862)
- 1920 - Nikolaj Sergeevič Korotkov, chirurgo russo (n. 1874)
- 1920 - Edoardo Sonzogno, editore e editore musicale italiano (n. 1836)
- 1921 - Domenico Piccoli, ingegnere, politico e imprenditore italiano (n. 1854)
- 1921 - Natal'ja Fëdorovna Vonljarljarskaja, nobildonna russa (n. 1858)
- 1923 - Lorenzo Gori, scultore italiano (n. 1842)
- 1923 - Samuel Maharero, guerrigliero namibiano (n. 1856)
- 1924 - Giovanni Bedini, pittore italiano (n. 1844)
- 1924 - Rocco Caliandro, vescovo cattolico italiano (n. 1872)
- 1925 - Walter Camp, giocatore di football americano, allenatore di football americano e scrittore statunitense (n. 1859)
- 1925 - Giuseppe Ruggi, chirurgo italiano (n. 1844)
- 1926 - Cesare Alberti, calciatore italiano (n. 1904)
- 1927 - Max Weiss, scacchista ungherese (n. 1857)
- 1927 - Jānis Čakste, politico lettone (n. 1859)
- 1928 - Gemma de Gresti, filantropa italiana (n. 1873)
- 1930 - Oscar Eagle, regista statunitense (n. 1861)
- 1930 - Raimund Friedrich Kaindl, docente, linguista e storico austriaco (n. 1866)
- 1932 - George Eastman, imprenditore statunitense (n. 1854)
- 1932 - Frederick Jackson Turner, storico statunitense (n. 1861)
- 1932 - Rudolf Kalvach, artista boemo (n. 1883)
- 1933 - Antonio Garbasso, fisico e politico italiano (n. 1871)
- 1933 - Gustavo Jiménez, politico peruviano (n. 1886)
- 1934 - João do Canto e Castro, politico portoghese (n. 1862)
- 1934 - Charles Giblyn, regista e attore statunitense (n. 1871)
- 1934 - Sisto di Borbone-Parma, militare spagnolo (n. 1886)
- 1935 - Arthur Rudolf Hantzsch, chimico tedesco (n. 1857)
- 1936 - Harry Dunkinson, attore statunitense (n. 1876)
- 1937 - Mario Bertini, militare italiano (n. 1915)
- 1937 - Alessandro Lingiardi, militare italiano (n. 1895)
- 1937 - Henri Moigneu, calciatore francese (n. 1887)
- 1937 - Giovanni Battista Salvatoni, militare italiano (n. 1909)
- 1937 - George A. Wright, attore e regista statunitense
- 1938 - Raffaele Sarra, medico e storico italiano (n. 1861)
- 1938 - Tobeen, pittore francese (n. 1880)
- 1939 - Agostino Borgato, attore e regista italiano (n. 1871)
- 1939 - Federico Tabassi, politico italiano (n. 1855)
- 1940 - Ugo Attico Fioretti, funzionario e politico italiano (n. 1873)
- 1940 - Paul Lemoine, geologo francese (n. 1878)
- 1940 - Heinrich Lübbe, ingegnere e inventore tedesco (n. 1884)
- 1940 - Gabriele Possanner, medico austriaco (n. 1860)
- 1940 - Florimond Marie Van Acker, pittore belga (n. 1858)
- 1941 - Luigi Biasucci, militare italiano (n. 1890)
- 1941 - Niccolò Giani, giornalista e filosofo italiano (n. 1909)
- 1941 - Ladislaus Müller von Szentgyörgy, diplomatico e nobile ungherese (n. 1855)
- 1941 - Pietro Scapinelli di Leguigno, aviatore e militare italiano (n. 1904)
- 1943 - Pieter Cornelis Boutens, poeta olandese (n. 1870)
- 1943 - Alexander Heinrich Heyland, ingegnere tedesco (n. 1869)
- 1944 - Lev Chinčuk, ambasciatore sovietico (n. 1868)
- 1944 - Paolo Gaifami, medico italiano (n. 1883)
- 1944 - Virginio Gayda, giornalista e saggista italiano (n. 1885)
- 1945 - Eugenio Banzola, militare e partigiano italiano (n. 1924)
- 1945 - Antônio Francisco Braga, compositore brasiliano (n. 1868)
- 1945 - Nona L. Brooks, teologa statunitense (n. 1861)
- 1945 - Alexander Granach, attore tedesco (n. 1890)
- 1945 - Paul Otto Radomski, militare tedesco (n. 1902)
- 1946 - Pantelīs Karasevdas, tiratore a segno greco (n. 1877)
- 1947 - William Tyrrell, I barone Tyrrell, diplomatico inglese (n. 1866)
- 1948 - Giuseppina Catanea, beata italiana (n. 1896)
- 1948 - Lauri Malmberg, generale finlandese (n. 1888)
- 1951 - Lippo Hertzka, calciatore e allenatore di calcio ungherese (n. 1904)
- 1951 - L.N. Van Beusekom, calciatore indonesiano (n. 1910)
- 1953 - Klement Gottwald, politico cecoslovacco (n. 1896)
- 1954 - Štefan Biró, calciatore ungherese (n. 1913)
- 1954 - Otto Gebühr, attore e regista teatrale tedesco (n. 1877)
- 1955 - Jenő Fuchs, schermidore ungherese (n. 1882)
- 1955 - Elise Hofmann, paleontologa austriaca (n. 1889)
- 1955 - Giulio Manenti, produttore cinematografico italiano (n. 1899)
- 1955 - Marcel Rochas, stilista e profumiere francese (n. 1902)
- 1956 - Oreste Ranelletti, giurista e avvocato italiano (n. 1868)
- 1956 - Lars Sonck, architetto finlandese (n. 1870)
- 1957 - Bob Burns, attore statunitense (n. 1884)
- 1957 - Eugenio Castellotti, pilota automobilistico italiano (n. 1930)
- 1957 - Evagoras Pallikarides, guerrigliero e poeta cipriota (n. 1938)
- 1958 - Theodor Burkhardt, calciatore tedesco (n. 1905)
- 1958 - Alexandros Touferis, triplista, lunghista e ostacolista francese (n. 1876)
- 1958 - Leopoldo d'Asburgo-Lorena, nobile austriaco (n. 1897)
- 1959 - Eugenio Broccardi, ingegnere e politico italiano (n. 1867)
- 1959 - Theodore Studier, ginnasta statunitense (n. 1882)
- 1960 - Linda Cannetti, cantante lirica italiana (n. 1878)
- 1960 - Ermanno Germanò, scultore italiano (n. 1890)
- 1960 - Iōannīs Geōrgiadīs, schermidore greco (n. 1876)
- 1960 - Oliver Kirk, pugile statunitense (n. 1884)
- 1961 - Vitale Giovanni Gallina, diplomatico e politico italiano (n. 1893)
- 1961 - Akiba Rubinstein, scacchista polacco (n. 1882)
- 1961 - Felix Smeets, calciatore olandese (n. 1904)
- 1961 - Otto Sponheimer, generale tedesco (n. 1886)
- 1961 - Karl Zörgiebel, politico tedesco (n. 1878)
- 1962 - Karel Bejbl, calciatore cecoslovacco (n. 1906)
- 1962 - Ernest Henley, velocista britannico (n. 1889)
- 1962 - Abol-Ghasem Mostafavi Kashani, politico iraniano (n. 1882)
- 1963 - Giuseppe Caradonna, politico italiano (n. 1891)
- 1963 - Karl-Erik Grahn, allenatore di calcio e calciatore svedese (n. 1914)
- 1964 - Vladimir Petrovič Batalov, attore e regista sovietico (n. 1902)
- 1965 - Giuseppe Asti, calciatore italiano (n. 1891)
- 1965 - Frederick Browning, generale e bobbista britannico (n. 1896)
- 1965 - Ernest Gravier, calciatore francese (n. 1892)
- 1965 - Marion Jones Farquhar, tennista statunitense (n. 1879)
- 1965 - Stanko Premrl, compositore sloveno (n. 1880)
- 1966 - Johnny Duncan, calciatore e allenatore di calcio scozzese (n. 1896)
- 1966 - Jörg Hartmann e Lothar Schleusener, tedesco (n. 1955)
- 1966 - Vincenzo Lojali, vescovo cattolico italiano (n. 1894)
- 1966 - John Slim, lottatore britannico (n. 1885)
- 1967 - Max Friedrich Meyer, psicologo tedesco (n. 1873)
- 1967 - Enrico Porro, lottatore italiano (n. 1885)
- 1968 - Gino Cecchieri, politico e avvocato italiano (n. 1889)
- 1968 - Ada Gobetti, giornalista, traduttrice e partigiana italiana (n. 1902)
- 1968 - Josef Harpe, generale tedesco (n. 1887)
- 1968 - Naili Moran, cestista, arbitro di pallacanestro e discobolo turco (n. 1908)
- 1968 - Erwin Panofsky, storico dell'arte e saggista tedesco (n. 1892)
- 1968 - Vincenzo Maria Pintorno, direttore d'orchestra e flautista italiano (n. 1862)
- 1968 - Stanley Walpole, attore australiano (n. 1886)
- 1969 - Artur Dubravčić, calciatore jugoslavo (n. 1894)
- 1969 - Joseph Kish, scenografo statunitense (n. 1899)
- 1969 - Bronislava Krištopavičienė, lituana (n. 1899)
- 1969 - Ben Shahn, pittore, fotografo e designer statunitense (n. 1898)
- 1970 - Albert S. D'Agostino, scenografo statunitense (n. 1892)
- 1971 - Carlo Butti, dirigente sportivo, multiplista e discobolo italiano (n. 1891)
- 1972 - Norman Cohn-Armitage, schermidore statunitense (n. 1907)
- 1972 - Giangiacomo Feltrinelli, editore e attivista italiano (n. 1926)
- 1973 - Howard Hathaway Aiken, matematico statunitense (n. 1900)
- 1973 - Aldo Spallicci, medico, poeta e politico italiano (n. 1886)
- 1973 - Chic Young, fumettista statunitense (n. 1901)
- 1974 - Natale Balossino, calciatore italiano (n. 1904)
- 1974 - Viktor Ivanovič Gzovskij, ballerino e coreografo russo (n. 1902)
- 1974 - Alex Pompez, dirigente sportivo statunitense (n. 1890)
- 1975 - Fritz Benicke, generale tedesco (n. 1894)
- 1975 - Hansi Burg, attrice austriaca (n. 1898)
- 1975 - Michele Delle Donne, magistrato e politico italiano (n. 1875)
- 1975 - Haven Gillespie, musicista statunitense (n. 1888)
- 1975 - Susan Hayward, attrice statunitense (n. 1917)
- 1975 - Guerrino Striuli, calciatore italiano (n. 1917)
- 1975 - Carl Wery, attore tedesco (n. 1897)
- 1976 - Anton Eduard van Arkel, chimico olandese (n. 1893)
- 1976 - Busby Berkeley, regista, coreografo e attore statunitense (n. 1895)
- 1976 - Junior Collins, cornista statunitense (n. 1927)
- 1976 - Roland Dalbiez, filosofo francese (n. 1893)
- 1976 - Ruggero Alfredo Michahelles, pittore e scultore italiano (n. 1898)
- 1976 - Tullio Pietrocola, partigiano e chimico italiano (n. 1922)
- 1977 - Heraldo Bezerra, calciatore brasiliano (n. 1945)
- 1977 - Helen Ferguson, attrice statunitense (n. 1901)
- 1977 - Fannie Lou Hamer, attivista statunitense (n. 1917)
- 1977 - Shan Mao, attore hongkonghese (n. 1944)
- 1978 - Enrico Accorretti, ammiraglio e aviatore italiano (n. 1888)
- 1978 - Décio Recaman, calciatore brasiliano (n. 1934)
- 1979 - Will Mastin, ballerino e cantante statunitense (n. 1878)
- 1979 - Guido Montauti, pittore italiano (n. 1918)
- 1980 - Corrado Ardizzoni, ciclista su strada italiano (n. 1916)
- 1980 - Henk Blomvliet, calciatore olandese (n. 1911)
- 1980 - Manlio Brosio, politico e diplomatico italiano (n. 1897)
- 1980 - Tolmino Casadio, calciatore italiano (n. 1916)
- 1980 - Mohammad Hatta, politico indonesiano (n. 1902)
- 1980 - Anna Jantar, cantante polacca (n. 1950)
- 1980 - Ernesto Mattiuzzi, pittore italiano (n. 1900)
- 1980 - Alan P. Merriam, etnomusicologo statunitense (n. 1923)
- 1980 - Eddie Mosscrop, calciatore inglese (n. 1892)
- 1981 - Vessillo Bartoli, allenatore di calcio e calciatore italiano (n. 1908)
- 1982 - Robert Eberan von Eberhorst, ingegnere e progettista austriaco (n. 1902)
- 1983 - Marianella García Villas, politica e avvocata salvadoregna (n. 1948)
- 1983 - Heinz Paul, regista, sceneggiatore e produttore cinematografico tedesco (n. 1893)
- 1983 - Maurice Ronet, attore e regista francese (n. 1927)
- 1983 - Wilhelm Schmalz, generale tedesco (n. 1901)
- 1984 - Franco Gaeta, storico italiano (n. 1926)
- 1984 - Hovhannes Shiraz, poeta armeno (n. 1914)
- 1985 - Franco Mercuri, sceneggiatore italiano (n. 1930)
- 1985 - Luigi Perdisa, editore italiano (n. 1906)
- 1986 - Edith Atwater, attrice statunitense (n. 1911)
- 1986 - Francesco Cognasso, storico italiano (n. 1886)
- 1986 - Johann de Boer, generale tedesco (n. 1897)
- 1987 - Fredericus Henricus Maria van Straelen, ammiraglio olandese (n. 1899)
- 1988 - Willi Apel, musicologo, matematico e filosofo tedesco (n. 1893)
- 1988 - Rudolf Gramlich, allenatore di calcio e calciatore tedesco (n. 1908)
- 1988 - Ru den Hamer, pallanuotista olandese (n. 1917)
- 1989 - Edward Abbey, scrittore statunitense (n. 1927)
- 1989 - Francesco Paolo Bonifacio, politico e giurista italiano (n. 1923)
- 1989 - Zita di Borbone-Parma, imperatrice austriaca (n. 1892)
- 1989 - Happy Humphrey, wrestler statunitense (n. 1926)
- 1989 - Joseph Marie Đinh Bỉnh, vescovo cattolico vietnamita (n. 1923)
- 1990 - Wilhelm Baumann, pallamanista tedesco (n. 1912)
- 1990 - Graham Martin, diplomatico statunitense (n. 1912)
- 1990 - Léo Souris, compositore, arrangiatore e direttore d'orchestra belga (n. 1911)
- 1991 - Howard Ashman, paroliere, librettista e regista teatrale statunitense (n. 1950)
- 1991 - Carmelio Conz, antifascista e partigiano italiano (n. 1917)
- 1991 - Doc Pomus, cantante e cantautore statunitense (n. 1925)
- 1991 - Margery Sharp, scrittrice inglese (n. 1905)
- 1992 - Ralph James, attore statunitense (n. 1924)
- 1992 - Jean Poiret, attore e sceneggiatore francese (n. 1926)
- 1992 - Wee Willie Smith, cestista statunitense (n. 1911)
- 1992 - Arthur Studenroth, mezzofondista statunitense (n. 1899)
- 1993 - Giovanni Carini, matematico italiano (n. 1920)
- 1993 - Thore Enochsson, maratoneta svedese (n. 1908)
- 1993 - Sergio Manente, allenatore di calcio e calciatore italiano (n. 1924)
- 1993 - Gianni Sassi, produttore discografico, imprenditore e fotografo italiano (n. 1938)
- 1994 - Serge Blusson, ciclista su strada e pistard francese (n. 1928)
- 1994 - Pacifico Calandrone, politico italiano (n. 1918)
- 1994 - Georges Claes, ciclista su strada e ciclocrossista belga (n. 1920)
- 1994 - Tarcisio Pisani, vescovo cattolico italiano (n. 1929)
- 1995 - Alessandro Cutolo, conduttore televisivo e medievista italiano (n. 1899)
- 1995 - William Alfred Fowler, astrofisico statunitense (n. 1911)
- 1995 - Edward Verne Roberts, attivista statunitense (n. 1939)
- 1996 - Dewi Bebb, rugbista a 15 e giornalista britannico (n. 1938)
- 1997 - Jurek Becker, scrittore e sceneggiatore polacco (n. 1937)
- 1997 - Joseph Fuchs, violinista statunitense (n. 1899)
- 1997 - Fred Zinnemann, regista austriaco (n. 1907)
- 1998 - Dave Minor, cestista statunitense (n. 1922)
- 1998 - Leo Sotorník, ginnasta cecoslovacco (n. 1926)
- 1999 - Kirk Alyn, attore statunitense (n. 1910)
- 1999 - Gilberto Baroni, vescovo cattolico italiano (n. 1913)
- 1999 - Gregg Diamond, produttore discografico statunitense (n. 1949)
- 1999 - Kjell Holmström, bobbista svedese (n. 1916)
- 1999 - Abraham Kurland, lottatore danese (n. 1912)
- 1999 - Marius Müller, cantante norvegese (n. 1958)

## XXI secolo(130)
- 2001 - Tommaso Zerbi, economista e politico italiano (n. 1908)
- 2002 - Pietro Adorni, calciatore italiano (n. 1938)
- 2003 - Ivan Rassimov, attore italiano (n. 1938)
- 2004 - René Laloux, regista, animatore e sceneggiatore francese (n. 1929)
- 2005 - Gino Ciolini, teologo italiano (n. 1919)
- 2005 - Abele Conigli, vescovo cattolico italiano (n. 1913)
- 2005 - Giuseppe Torti, vescovo cattolico svizzero (n. 1928)
- 2005 - Akira Yoshizawa, artista giapponese (n. 1911)
- 2006 - Robert Amadou, scrittore e parapsicologo francese (n. 1924)
- 2006 - Nat Frankel, cestista statunitense (n. 1913)
- 2006 - Lennart Meri, scrittore, regista e politico estone (n. 1929)
- 2006 - Alonso Zamora Vicente, filologo, lessicografo e scrittore spagnolo (n. 1916)
- 2007 - Georg Auerbacher, pilota motociclistico tedesco (n. 1934)
- 2007 - Umbro Battaglini, artista italiano (n. 1929)
- 2007 - Roger Beaufrand, pistard francese (n. 1908)
- 2007 - Lucie Aubrac, partigiana francese (n. 1912)
- 2007 - Sa'dun Hammadi, politico iracheno (n. 1930)
- 2007 - Gareth Hunt, attore britannico (n. 1943)
- 2007 - Giorgio Odling, calciatore italiano (n. 1933)
- 2008 - Sal Carollo, attore statunitense (n. 1916)
- 2008 - Chiara Lubich, mistica italiana (n. 1920)
- 2008 - Pierre Mamie, vescovo cattolico svizzero (n. 1920)
- 2009 - Alain Bashung, cantautore e attore francese (n. 1947)
- 2009 - Édith Bongo, first lady gabonese (n. 1964)
- 2009 - Altovise Davis, attrice statunitense (n. 1943)
- 2009 - Millard Kaufman, sceneggiatore e scrittore statunitense (n. 1917)
- 2009 - Ugo Longo, dirigente sportivo italiano (n. 1941)
- 2009 - Dante Moro, scultore italiano (n. 1933)
- 2010 - Peter Graves, attore e regista statunitense (n. 1926)
- 2010 - Bob Kap, allenatore di calcio, allenatore di football americano e dirigente sportivo jugoslavo (n. 1923)
- 2010 - Konrad Ruhland, direttore d'orchestra tedesco (n. 1932)
- 2010 - Der Scutt, architetto e designer statunitense (n. 1934)
- 2010 - Janet Simpson, velocista britannica (n. 1944)
- 2011 - Eros Kara, fumettista e pittore italiano (n. 1929)
- 2011 - Giancarlo Del Re, giornalista e scrittore italiano (n. 1931)
- 2011 - Olaf Førli, calciatore norvegese (n. 1920)
- 2011 - Èduard Guščin, pesista sovietico (n. 1940)
- 2011 - Big Jack Johnson, musicista statunitense (n. 1940)
- 2011 - Jaime Salazar, calciatore messicano (n. 1931)
- 2012 - Erik Engsmyr, calciatore norvegese (n. 1929)
- 2012 - Aureliano Estévez, calciatore spagnolo (n. 1949)
- 2012 - Jiří Matoušek, cestista e allenatore di pallacanestro cecoslovacco (n. 1927)
- 2012 - Marcel Rohrbach, ciclista su strada e pistard francese (n. 1933)
- 2012 - Pierre Schoendoerffer, regista, sceneggiatore e scrittore francese (n. 1928)
- 2012 - Ċensu Tabone, politico e medico maltese (n. 1913)
- 2013 - Enrico Ermelli Cupelli, politico italiano (n. 1931)
- 2013 - Mirja Hietamies, fondista e dirigente sportiva finlandese (n. 1931)
- 2013 - Vic Nees, compositore, direttore di coro e organista belga (n. 1936)
- 2013 - Ieng Sary, politico, diplomatico e rivoluzionario cambogiano (n. 1925)
- 2013 - Franco Volpi, mezzofondista, siepista e allenatore di atletica leggera italiano (n. 1936)
- 2013 - Sachiyo Yamamoto, cestista giapponese (n. 1950)
- 2014 - Marco Anghileri, alpinista italiano (n. 1972)
- 2014 - Tony Benn, politico, scrittore e attivista britannico (n. 1925)
- 2014 - Hans Fogh, velista danese (n. 1938)
- 2014 - Sam Lacey, cestista statunitense (n. 1948)
- 2014 - Ignazio Vincenzo Senese, politico italiano (n. 1918)
- 2014 - Manuel Torres Pastor, calciatore spagnolo (n. 1930)
- 2014 - Ken Utsui, attore giapponese (n. 1931)
- 2015 - Nino Cristofori, sindacalista e politico italiano (n. 1930)
- 2015 - Bodys Isek Kingelez, scultore della Repubblica Democratica del Congo (n. 1948)
- 2015 - Ib Melchior, scrittore, produttore cinematografico e sceneggiatore danese (n. 1917)
- 2015 - Valentin Grigor'evič Rasputin, scrittore russo (n. 1937)
- 2015 - Jack Six, bassista statunitense (n. 1930)
- 2016 - Peter Maxwell Davies, compositore britannico (n. 1934)
- 2016 - Riccardo Garrone, attore e doppiatore italiano (n. 1926)
- 2016 - Floriano Papi, zoologo e etologo italiano (n. 1926)
- 2016 - Giuseppe Maria Pisani, scultore italiano (n. 1927)
- 2016 - Michel Valette, cabarettista, attore e compositore francese (n. 1928)
- 2016 - Davy Walsh, calciatore irlandese (n. 1924)
- 2017 - Luigi Mannelli, pallanuotista italiano (n. 1939)
- 2017 - Royal Robbins, arrampicatore statunitense (n. 1935)
- 2017 - Rodrigo Valdéz, pugile colombiano (n. 1946)
- 2017 - Tsunehiko Watase, attore giapponese (n. 1944)
- 2018 - Renata Bonfanti, artista e designer italiana (n. 1929)
- 2018 - Marielle Franco, politica, sociologa e attivista brasiliana (n. 1979)
- 2018 - Rubén Galván, calciatore argentino (n. 1952)
- 2018 - Stephen Hawking, cosmologo, fisico e astrofisico britannico (n. 1942)
- 2018 - Adrian Lamo, informatico statunitense (n. 1981)
- 2018 - David Matza, sociologo e criminologo statunitense (n. 1930)
- 2018 - Mac McCallion, rugbista a 15 e allenatore di rugby a 15 neozelandese (n. 1950)
- 2018 - Liam O'Flynn, musicista irlandese (n. 1945)
- 2018 - Charlie Quintana, batterista statunitense (n. 1962)
- 2018 - Girolamo Tripodi, sindacalista e politico italiano (n. 1927)
- 2019 - Zarenu Alamango, calciatore maltese (n. 1936)
- 2019 - Kurt Armbruster, calciatore svizzero (n. 1934)
- 2019 - Renato Borrelli, politico italiano (n. 1926)
- 2019 - Godfried Danneels, cardinale e arcivescovo cattolico belga (n. 1933)
- 2019 - Aldo Giacché, politico italiano (n. 1928)
- 2019 - Paul Hutchins, tennista britannico (n. 1945)
- 2019 - Ralph Metzner, psicologo e scrittore statunitense (n. 1936)
- 2019 - Ilona Novák, nuotatrice ungherese (n. 1925)
- 2019 - Charlie Whiting, dirigente sportivo britannico (n. 1952)
- 2020 - Gustavo Bebianno, politico e avvocato brasiliano (n. 1964)
- 2020 - René Follet, fumettista belga (n. 1931)
- 2020 - Giancarlo Ghironzi, politico e medico sammarinese (n. 1932)
- 2020 - Genesis P-Orridge, cantante e musicista britannico (n. 1950)
- 2020 - Renato Pelizzoni, ciclista su strada italiano (n. 1936)
- 2020 - Phil Phillips, cantante statunitense (n. 1926)
- 2020 - Chris Reed, danzatore su ghiaccio giapponese (n. 1989)
- 2020 - Piero Schlesinger, giurista e banchiere italiano (n. 1930)
- 2021 - Ray Cullen, hockeista su ghiaccio canadese (n. 1941)
- 2021 - Henry Darrow, attore portoricano (n. 1933)
- 2021 - Helena Fuchsová, velocista e mezzofondista ceca (n. 1965)
- 2021 - S. P. Jananathan, regista e sceneggiatore indiano (n. 1959)
- 2021 - Francesco Trabucco, architetto e designer italiano (n. 1944)
- 2021 - Suzanne Zimmerman, nuotatrice statunitense (n. 1925)
- 2022 - Gianluca Ferraris, giornalista e scrittore italiano (n. 1976)
- 2022 - Charles Greene, velocista statunitense (n. 1945)
- 2022 - Scott Hall, wrestler statunitense (n. 1958)
- 2022 - Dave Hill, giocatore di football americano statunitense (n. 1941)
- 2022 - Luigi Masperi, calciatore italiano (n. 1930)
- 2022 - Anna Montinari, attrice teatrale e modella italiana (n. 1935)
- 2022 - Akira Takarada, attore giapponese (n. 1934)
- 2023 - Bobby Caldwell, cantautore, polistrumentista e compositore statunitense (n. 1951)
- 2023 - Luigi Piccatto, fumettista, giocatore di football americano e allenatore di football americano italiano (n. 1954)
- 2023 - Nuchim Raškovskij, scacchista russo (n. 1946)
- 2023 - Claude Simonet, calciatore e dirigente sportivo francese (n. 1930)
- 2023 - Richard Wagner, scrittore, giornalista e filologo rumeno (n. 1952)
- 2024 - Lamara Chkonia, cantante lirica e soprano georgiana (n. 1930)
- 2024 - Byron Janis, pianista statunitense (n. 1928)
- 2024 - Mal Lucas, calciatore e allenatore di calcio gallese (n. 1938)
- 2024 - Léon Semmeling, calciatore belga (n. 1940)
- 2024 - Frans de Waal, etologo olandese (n. 1948)
- 2025 - Pietro Genuardi, attore italiano (n. 1962)
- 2025 - Andreas Kronthaler, tiratore a segno austriaco (n. 1952)
- 2025 - Augusto Rezzonico, politico e dirigente d'azienda italiano (n. 1934)
- 2025 - Bruno Romani, sassofonista, flautista e compositore italiano (n. 1960)
- 2025 - Alan K. Simpson, politico statunitense (n. 1931)
- 2025 - Dag Solstad, scrittore norvegese (n. 1941)
- 2025 - Umberto Zanetti, pittore e artista italiano (n. 1930)